# Siegfried Schoenbohm
Siegfried Schoenbohm (* 28. Mai 1938 in Watertown, South Dakota; † 16. September 2006 in Raidelbach, Hessen) war ein aus den USA stammender Opernregisseur.
Schoenbohm studierte am Oberlin College und an der University of Iowa, war Assistent von Walter Felsenstein und wurde 1966 Regisseur an der Komischen Oper Berlin. Von 1973 bis 1978 war er Oberspielleiter der Städtischen Bühnen Heidelberg, von 1981 bis 1983 am Stadttheater Freiburg, danach bis 1991 am Staatstheater Kassel.
Als Gastregisseur wirkte er u. a. an der Staatsoper Hamburg, wo er 1979 die Uraufführung von Wolfgang Rihms Jakob Lenz inszenierte, am Grillo-Theater in Essen, in Dortmund, Hannover, Frankfurt am Main, Athen und der Oper Bonn, wo er 1998/99 Wagners Ring des Nibelungen inszenierte. Als Librettist wirkte er an den Opern Die Baßgeige und Die Bakchen von Argyris Kounadis mit.
Schoenbohm inszenierte auch am Hessischen Staatstheater Wiesbaden, u. a. die Oper Eugen Onegin.